# تیم ملی بسکتبال قبرس
تیم ملی بسکتبال قبرس ، نماینده قبرس در مسابقات بین‌المللی بسکتبال است و توسط فدراسیون بسکتبال قبرس اداره می شود.

## تاریخچه
قبرس اولین حضور خود را در مرحله مقدماتی در مسابقات بین‌المللی قهرمانی اروپا ۱۹۸۳ در صحنه بین‌المللی رقم زد. اگرچه قبرس به این مسابقات راه نیافت.  علاوه بر این ، قبرس در مسابقات سطح پایین شرکت کرده است ، جایی که آنها پیشرفت چشمگیری داشته اند. قبرس موفق به کسب دو نشان برنز و دو نشان نقره در مسابقات قهرمانی اروپا برای کشورهای کوچک شد.